# Авганистан на Летњим олимпијским играма 1996.
Авганистан је после пропуштених игара 1992. у Барселони учествовао десети пут на Летњим олимпијских игара 1996. у Атланти, САД. Представљала су га двојица спортиста који су се такмичили у две атлетске дисциплине.
Заставу Авганистана на свечаном отварању носио репрезентативац у боксу Мухамед Аман, који се није успео такмичити, јер је закаснио на обавезно мерење.
Представници Авганистана су и после ових игара остали у групи земаља које нису освајале олимпијске медаље.

### Атлетика

#### Мушкарци
| Атлетичар          | Дисциплина | Група    | Група     | Четвртфинале     | Четвртфинале     | Полуфинале       | Полуфинале       | Финале           | Финале          | Детаљи | Детаљи |
| Атлетичар          | Дисциплина | Резултат | Место     | Резултат         | Место            | Резултат         | Место            | Резултат         | Место           |        |        |
| ------------------ | ---------- | -------- | --------- | ---------------- | ---------------- | ---------------- | ---------------- | ---------------- | --------------- | ------ | ------ |
| Abdul Ghafoor      | 100 м      | 12,20    | 8 у гр. 2 | Није се пласирао | Није се пласирао | Није се пласирао | Није се пласирао | Није се пласирао | 101 / 102 (106) |        |        |
| Абдул Басир Васики | Маратон    |          |           |                  |                  |                  |                  | 4:24:17          | 111/ 111 (124)  |        |        |

Маратонац Абдул Басир Васики, се повредио пре трке али и поред тога је учествовао и завршио је као последњи, храмљући једва прошао кроз циљ, два сата иза победника.